# Brain Salad Surgery (flexi-disc)
Brain Salad Surgery/Excerpts from "Brain Salad Surgery" è il settimo singolo – l'unico in flexi-disc – del gruppo progressive rock inglese Emerson, Lake & Palmer, pubblicato dalla Manticore - serie New Musical Express nel 1973.

## I brani

### Brain Salad Surgery
Brain Salad Surgery è il brano appena scartato, per ragioni di spazio, dall'omonimo album. Verrà ripubblicato, l'anno successivo, come lato A dell'omonimo singolo promozionale – lato B: Still... You Turn Me On – e, nel 1977, come lato B dei singoli C'est La Vie (edizione italiana) e Fanfare for the Common Man, per poi essere inserito nell'album Works Volume 2.

### Excerpts from "Brain Salad Surgery"
Excerpts from "Brain Salad Surgery" è un medley avente a che fare, come dice il titolo, con i frammenti di tutti i brani estratti dall'album Brain Salad Surgery.

## Tracce
Testi di Peter Sinfield (1, 2f, 2g), Greg Lake (2a, 2c, 2h) e William Blake (2e), musiche di Greg Lake (1, 2c, 2f, 2g, 2i), Keith Emerson (tranne 2c, 2d, 2e), Alberto Ginastera (2d) e Hubert Parry (2e); edizioni musicali Manticore Music Ltd., tranne 2d. Boosey & Hawkes.
1. Brain Salad Surgery – 3:10
2. Excerpt from "Brain Salad Surgery" (medley) – 2:52

## Musicisti
- Keith Emerson – tastiere
- Greg Lake – basso, chitarre, voce
- Carl Palmer – batteria